# Desetiški ulomek
Desetíški ulómek je ulomek, katerega imenovalec je potenca števila 10. Decimalne ulomke se po navadi izraža brez imenovalcev, kjer se decimalno ločilo vnese v števec (in se pri tem, če je potrebno, doda vodeče ničle) na mesto od desne, kar odgovarja potenci 10 imenovalca. Na primer desetiške ulomke 8/10, 8/10, 83/100, 83/1000, 8/10000 in 2364/100000 se zapiše kot 0,8, 0,83, 0,083, 0,0008 in 0,02364. Tako npr. velja:
{\displaystyle {\frac {2364}{100000}}=0,02364={\frac {0}{10}}+{\frac {2}{10^{2}}}+{\frac {3}{10^{3}}}+{\frac {6}{10^{4}}}+{\frac {4}{10^{5}}}\!\,.}
Decimalno ločilo je v slovenščini decimalna vejica, v angleško govorečih in mnogij azijskih državah pa se rabita pika (.) ali dvignjena pika (·).
Ulomek z imenovalcem, katerega delitelja sta le 2 in 5, se lahko z razširjanjem spremeni v desetiški ulomek in se nato zapiše v decimalnem zapisu. Na primer:
{\displaystyle {\frac {7}{20}}={\frac {7\cdot 5}{20\cdot 5}}={\frac {35}{10^{2}}}=0,35\!\,.}
Celi del desetiškega števila je del levo od decimalne vejice (glej tudi funkcijo celega dela). Del desno od decimalne vejice pa je decimalni del, kjer se števke imenujejo decimalke. Takšna števila se imenujejo desetiška ali decimalna števila. Če se decimalni del obravnava kot samostojno število, se spredaj običajno napiše 0. Še posebej je treba pri negativnih številih razlikovati med decimalnim delom zapisa in decimalnim delom števila samega, saj ima drugi lastni decimalni znak. Po navadi ima desetiško število, katerega absolutna vrednost je manjša od 1 vodilno ničlo - npr. 0,12345.
Sledilne ničle za decimalno vejico niso nujno potrebne, čeprav se jih v znanosti, tehniki in statistiki lahko obdrži, da se prikaže zahtevana točnost ali stopnja zaupanja pri točnosti števila. Čeprav sta števili 0,080 in 0,08 številsko enaki, v tehniki pomeni 0,080 meritev z napako do enega dela na dve tisočici (±0,0005), 0,08 pa meritev z napako do enega dela v dveh stoticah.
Če je m/n ulomek (racionalno število, algebrsko število stopnje 1) v okrajšani obliki (D(m, n) = 1), je njegova perioda:
- (a) končna, če je {\displaystyle n=2^{x}5^{y}}, za nenegativna cela x in y,
- (b) sčasoma periodična (po i-ti števki za decimalno vejico), če je n deljiv z 2 ali 5,
- (c) čisto periodična (za decimalno vejico), če je n praštevilo ali pa ni deljiv ne z 2, ne s 5 (D (10, n) = 1).

dolžina periode L je lahko:
- (c1) {\displaystyle L=n-1}, tedaj je L vedno soda, razen pri številu 2.
- (c2) delitelj {\displaystyle n-1}.

Desetiški ulomki s periodičnimi decimalkami so neskončni desetiški ulomki. Periode se po navadi označi s črto nad decimalkami.
{\displaystyle 1/2=0,5\!\,}
{\displaystyle 1/20=0,05\!\,}
{\displaystyle 1/5=0,2\!\,}
{\displaystyle 1/50=0,02\!\,}
{\displaystyle 1/4=0,25\!\,}
{\displaystyle 1/40=0,025\!\,}
{\displaystyle 1/25=0,04\!\,}
{\displaystyle 1/8=0,125\!\,}
{\displaystyle 1/125=0,008\!\,}
{\displaystyle 1/10=0,1\!\,}
{\displaystyle 1/3=0,333333\ldots =0,{\overline {3}}\!\,}
{\displaystyle 1/9=0,111111\ldots =0,{\overline {1}}\!\,}
{\displaystyle 100-1=99=9\cdot 11\!\,}
{\displaystyle 1/11=0.090909\ldots =0,{\overline {09}}\!\,}
{\displaystyle 1000-1=9\cdot 111=27\cdot 37\!\,}
{\displaystyle 1/27=0,037037037\ldots 0,{\overline {037}}\!\,}
{\displaystyle 1/37=0,027027027\dots =0,{\overline {027}}\!\,}
{\displaystyle 1/111=0,009009009\ldots =0,{\overline {009}}\!\,}
{\displaystyle 1/4242=0,0002357378595002357\ldots =0,{\overline {002357378595}}\!\,}
{\displaystyle 1/423=0,{\overline {0023640661938534278959810874704491725768321513}}\!\,}
{\displaystyle 1/81=0,012345679012\ldots =0,{\overline {012345679}}\!\,}
Imenovalci, ki so ciklična števila, dajo najdaljše možne periode, na primer: 7, 13 ali 61:
{\displaystyle 1/7=0,{\overline {142857}}\!\,}
{\displaystyle 1/13=0,{\overline {76923}}\!\,}
{\displaystyle 1/61=0,{\overline {16393442622950819672131147540983606557377049180327868852459}}\!\,}
Nekatere značilnosti neskončnih desetiških ulomkov s sodimi periodami obravnava Midyjev izrek. Decimalni zapis iracionalnih števil je vedno neperiodičen in nikoli končen. Na primer:
{\displaystyle 1/{\sqrt {2}}=0,70710678118654752440084436210484903928483593768847403658833\ldots \!\,}
{\displaystyle 1/e=0,36787944117144232159552377016146086744581113103176783450783\ldots \!\,}
{\displaystyle 1/\pi =0,31830988618379067153776752674502872406891929148091289749533\ldots \!\,}